# Архітектурний енциклопедичний словник
«Архітектурний енциклопедичний словник» — енциклопедичне видання, вийшло друком в Києві 2004 року. Автор Павло Безродний — архітектор, професор кафедри Основ архітектури та архітектурного проєктування Київського національного університету будівництва і архітектури (ОААП КНУБА).
Наукову редакцію здійснив Народний архітектор України, завідувач кафедри ОААП КНУБА, професор Олег Слєпцов. Видавець — Видавничий дім А+С.
У виданні пояснені основні та найчастіше вживані терміни й концепції, пов'язані з історією та теорією архітектури, архітектурним проєктуванням, будівництвом, мистецтвом, а також іншими суміжними галузями. У цьому виданні (перше видання — 1993 рік, друге — 2008 рік) внесено зміни та додаткові статті, що відображають сучасний розвиток суспільства, культури, архітектури та техніки. Ця книга буде корисною для студентів та викладачів архітектурних і мистецьких закладів вищої освіти, а також інших навчальних установ з архітектурного, будівельного та мистецько-промислового спрямування, дизайнерів, архітекторів, будівельників та широкого загалу читачів.